# Саффи, Аурелио
Марко Аурелио Саффи (итал. Marco Aurelio Saffi; Форли, 13 октября 1819 — Сан-Варано (фракция коммуны Форли), 10 апреля 1890) — итальянский политик, видный деятель Рисорджименто.

## Биография
Аурелио Саффи родился 13 октября 1819 года в Форли в семье графа Джироламо Саффи и Марии Романьоли, окончил юридический факультет Феррарского университета, адвокатскую практику начал в Риме, там же увлёкся историческими исследованиями. В 1845 году, вернувшись в Форли, был избран в коммунальный совет, а позднее — секретарём провинции. Принял реформаторские инициативы Папы Римского Пия IX, но позднее разочаровался в нём, стал приверженцем республиканских взглядов Мадзини и в декабре 1848 года разработал программный документ Ассамблеи народных и патриотических кружков Романьи, созванной в Форли.
В январе 1849 года Саффи был избран в Учредительное собрание и участвовал в заседаниях 8 и 9 февраля, на которых была провозглашена Римская республика. Два дня спустя он был назначен министром внутренних дел, а 29 марта 1849 года вошёл в Триумвират Римской республики вместе с Мадзини и Армеллини. После падения республики бежал в Геную, а затем в Швейцарию, где работал над историей Рима и сотрудничал в газете «Italia del popolo».
В 1851 году Саффи уехал из Швейцарии в Лондон, а позднее участвовал в подготовке восстания в Милане 6 февраля 1853 года и готовил общее выступление всей Романьи. После поражения вернулся в Англию, а на родине был заочно осуждён на двадцать лет тюремного заключения. В ноябре 1853 года переехал в Оксфорд, читал в университете лекции по итальянскому языку и литературе, а также сотрудничал в итальянских и иностранных газетах.
В августе 1860 года вернулся в Италию, короткое время жил в Тоскане, совершил поездку в Романью, а затем присоединился к Мадзини в Неаполе. Там он отклонил предложение Гарибальди присоединиться к нему на Сицилии и занялся изданием газеты «Popolo d’Italia», основанной Мадзини в том же году. В 1861 году был избран депутатом нижней палаты парламента единого Королевства Италия, но, после боя в горах Аспромонте 29 августа 1863 года между силами Гарибальди, шедшими на Рим для свержения папской власти, и итальянскими войсками, сдал депутатский мандат и уехал в Лондон.
В 1867 году Саффи вернулся в Италию, занимался организацией рабочего движения в Романье на началах самопомощи и национального единения. Стремясь найти компромисс с монархическими идеалами, осудил Парижскую коммуну 1871 года, отвергал коллективизм, классовую борьбу и забастовки, но в 1874 году был ненадолго арестован по подозрению в причастности к подготовке восстания в Болонье. В 1878 году стал профессором публичного права Болонского университета, в 1879 году вступил в гарибальдийскую Лигу демократии, но вскоре был вынужден оставить её под давлением республиканцев. В течение 1880-х годов активно участвовал в деятельности Республиканской партии.
В течение долгого времени верной соратницей Саффи была его жена Джорджина, родившаяся во Флоренции 11 октября 1827 года в семье шотландцев Джона Кроуфорда и Софии Черчилль (умерла в Форли 30 июля 1911 года).